# Ctenucha
Ctenucha is een geslacht van vlinders van de familie spinneruilen (Erebidae).

## Soorten
- C. affinis Druce, 1884
- C. albipars Hampson, 1901
- C. andrei Rothschild, 1912
- C. annulata Schaus, 1904
- C. aymara Schaus, 1892
- C. biformis Dognin, 1907
- C. braganza Schaus, 1892
- C. bruneri Schaus, 1938
- C. brunnea Stretch, 1872
- C. cajonata Dognin, 1923
- C. circe Cramer, 1780
- C. clavia Druce, 1883
- C. cressonana Grote, 1863
- C. cyaniris Hampson, 1898
- C. devisum Walker, 1856
- C. editha Walker, 1856
- C. fosteri Rothschild, 1912
- C. garleppi Rothschild, 1912
- C. hilliana Dyar, 1915
- C. manuela D. Jones, 1914
- C. mennisata Dognin, 1900
- C. mortia Schaus, 1901
- C. multifaria Walker, 1854
- C. nana D. Jones, 1914
- C. nantana Walker, 1864
- C. palmeira Schaus, 1892
- C. pohli Schaus, 1921

- C. popayana Dognin, 1911
- C. projecta Dognin
- C. reducta Rothschild, 1912
- C. refulgens Dognin, 1899
- C. reimoseri Zerny, 1912
- C. rubroscapa Ménétriés, 1857
- C. rubrovenata Rothschild, 1912
- C. ruficeps Walker, 1854
- C. schausi Rothschild, 1912
- C. semistria Walker, 1856
- C. signata Gaede, 1926
- C. subsemistria Strand, 1915
- C. tapajoza Dognin, 1923
- C. togata Druce, 1884
- C. tucumana Rothschild, 1912
- C. venosa Walker, 1854
- C. virginica Esper, 1794
- C. vittigerum Blanchard, 1852